# Patrizia Kummer
Patrizia Kummer (Brig, 16 de octubre de 1987) es una deportista suiza que compite en snowboard, especialista en las pruebas de eslalon paralelo.
Participó en tres Juegos Olímpicos de Invierno, entre los años 2014 y 2022, obteniendo la medalla de oro en Sochi 2014, en la prueba de eslalon gigante paralelo.
Ganó tres medallas en el Campeonato Mundial de Snowboard entre los años 2009 y 2017.

## Medallero internacional
| Juegos Olímpicos   | Juegos Olímpicos           | Juegos Olímpicos  | Juegos Olímpicos         |
| Año                | Lugar                      | Medalla           | Prueba                   |
| ------------------ | -------------------------- | ----------------- | ------------------------ |
| 2014               | Sochi (Rusia)              | Medalla de oro    | Eslalon gigante paralelo |
| Campeonato Mundial |                            |                   |                          |
| Año                | Lugar                      | Medalla           | Prueba                   |
| 2009               | Hoengseong (Corea del Sur) | Medalla de bronce | Eslalon gigante paralelo |
| 2013               | Stoneham (Canadá)          | Medalla de plata  | Eslalon paralelo         |
| 2017               | Sierra Nevada (España)     | Medalla de plata  | Eslalon gigante paralelo |